# Entrefinestra
Una entrefinestra és:

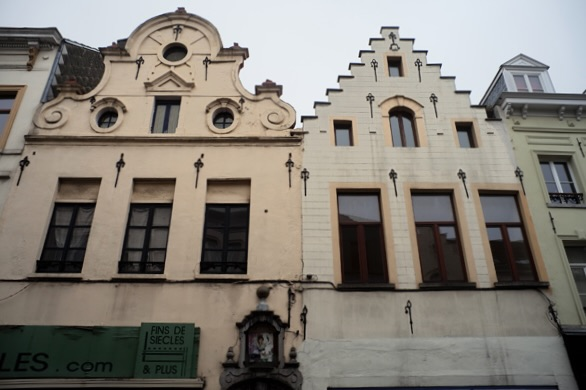
Cases de la rue Haute a Brussel·les, amb àncores en flor de lis a les entrefinestres dels nivells.

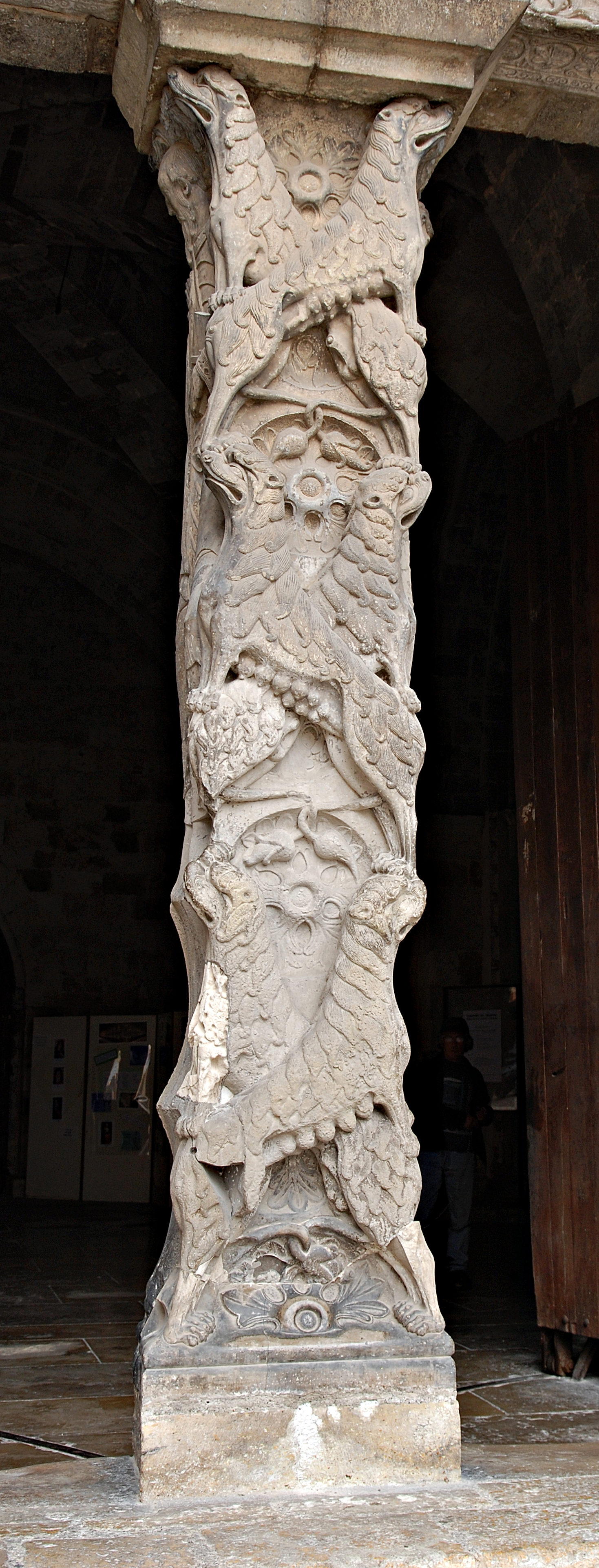
L'entrefinestra monòlit de l'Abadia Sant Pèire de Moissac amb les seves tres parelles de lleons i de lleones vigorosament dreçats en forma de X.

- la part d'una paret, d'un envà comprès entre dues obertures o buits, dues portes-finestres, pilar que suporta en el seu mig la llinda d'un portal o d'una finestra (Vegeu Mainell).
- per extensió, el panell de fusteria que adorna la part superior d'una placa de llar de foc.
- tota part de fusteria que serveix a revestir l'espai que es troba entre dues finestres, sigui que hi hagi o no una placa; es dona també aquest nom a tots els parquets de plaques.
- per metonímia, un quadre que serveix a decorar aquesta part de la paret, mal il·luminada, i pejorativament un quadre que no mereix de ser ben il·luminat.

## Arquitectura de les esglésies
En l'arquitectura de les esglésies, l'entrefinestra és un pilar, columna o un mainell que divideix un portal en dos i suporta la llinda sobre el qual es recolza el tímpan. La seva funció consisteix en llevar pes la llinda (funció de vegades que reforçada per un arc de descàrrega) i donar a l'accés més amplada en les grans esglésies. Monòlit o aparellat, esdevé esculpit o historiat en l'arquitectura romànica la invenció arquitectònica de la qual ha consistit a animar l'estructura de la porta, al moment mateix que els artistes romànics han imaginat els pilars compostos i les arcades de doble rotlle, al segon quart del S. XI.

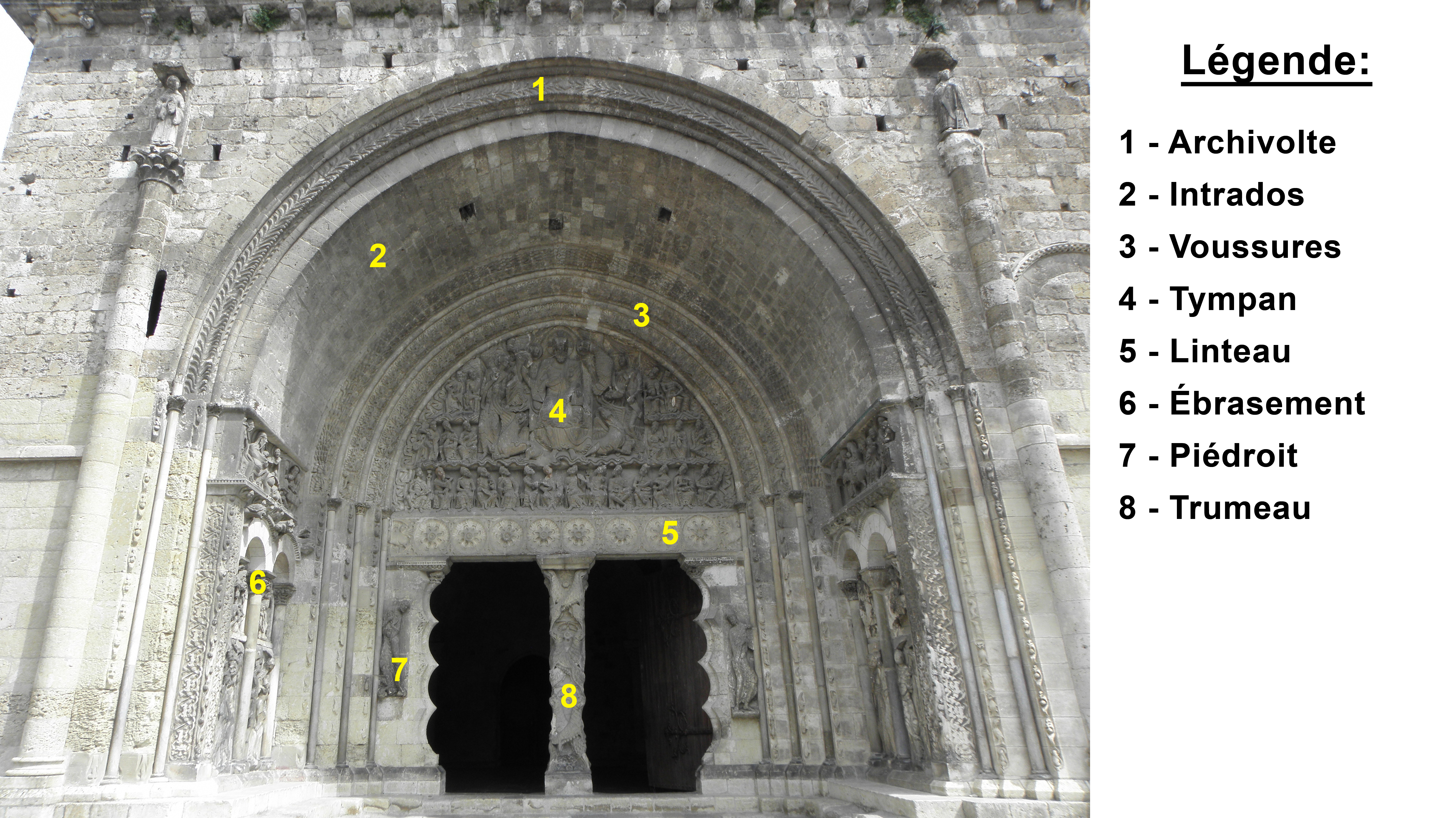
Portal romànic.
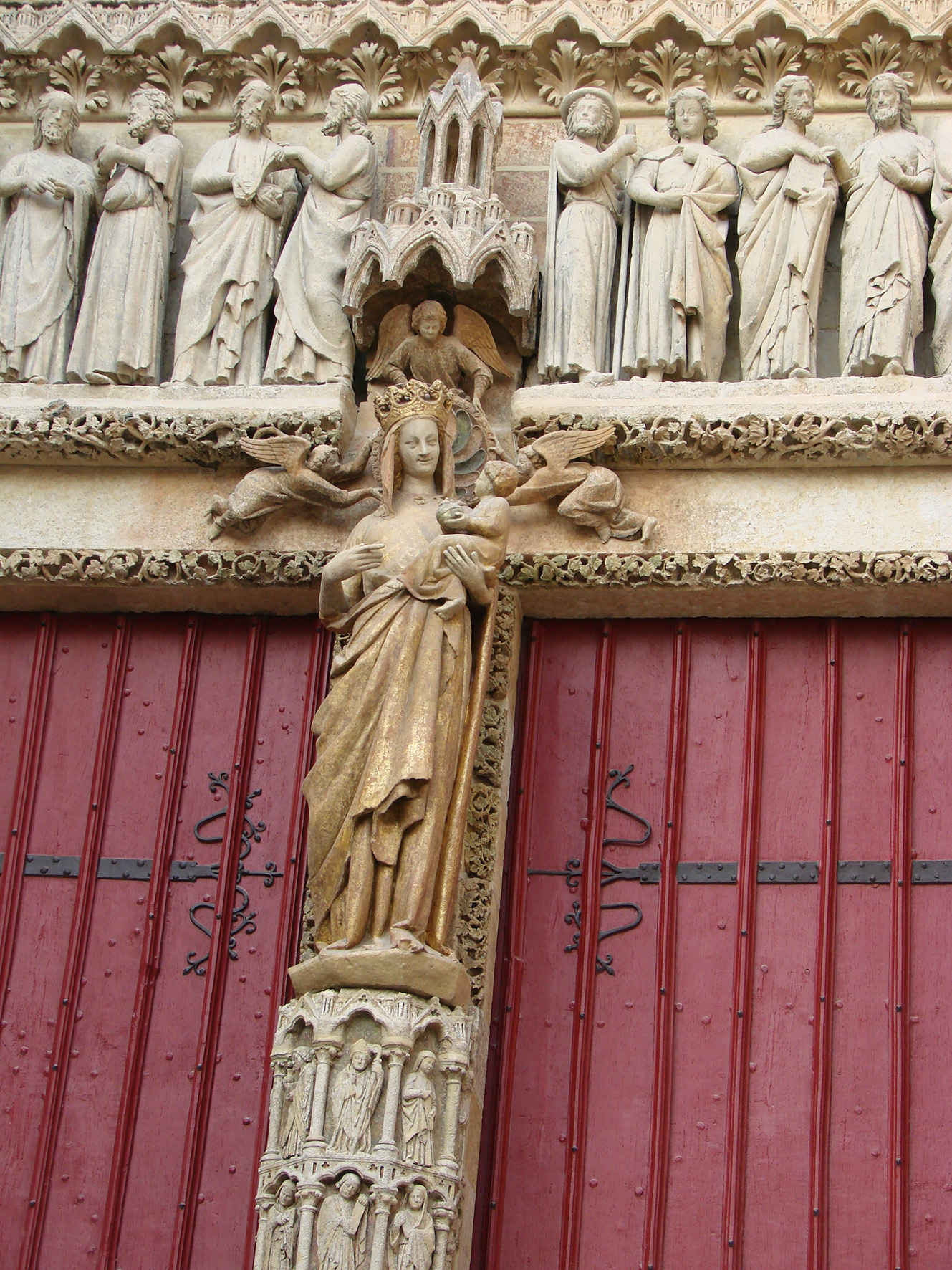
La Marededeu amb l'Infant de l'entrefrinestra del portal Saint-Honoré de la catedral d'Amiens.